# Bouzaize
La Bouzaize - parfois orthographiée Bouzaise - est une rivière du département de la Côte-d'Or, dans l'ancienne région Bourgogne donc dans la nouvelle région Bourgogne-Franche-Comté, et un affluent du Meuzin, donc un sous-affluent du fleuve le Rhône par la Dheune et la Saône.

## Géographie
Longue de 16,8 km, elle prend sa source à l'ouest de Beaune, dans le parc de la Bouzaize, à 222 m d'altitude.
Puis elle coule vers l'est, reçoit sur sa rive gauche la Lauve puis la Chargeolle et sur la commune de Palleau conflue en rive droite, à 181 m d'altitude, dans le Meuzin elle-même dans la Dheune, elle-même affluent de la Saône.

### Communes et cantons traversés
Dans le seul département de la Côte-d'Or, la Bouzaize traverse les huit communes suivantes, de l'amont vers l'aval, de Beaune (source), Levernois, Combertault, Ruffey-lès-Beaune, Meursanges, Marigny-lès-Reullée, Corgengoux, Palleau (confluence).
Soit en termes de canton, la Bouzaize prend source dans le canton de Beaune, traverse le canton de Ladoix-Serrigny et conflue dans le canton de Gergy, dans les arrondissements de Beaune et de Chalon-sur-Saône.

### Bassin versant
La Bouzaize traverse une seule zone hydrographique « La Dheune de la Bouzaize à la Saône » (U303) de 1 039 km2 de superficie,.

## Affluents
La Bouzaize a deux affluents référencés :
- la Lauve (rg[note 3]), 11,3 km sur les quatre communes de Meursanges, Ruffey-lès-Beaune, Marigny-lès-Reullée, Ladoix-Serrigny avec quatre affluents :
  - les Echances (rd), 4,6 km sur les quatre communes de Ruffey-lès-Beaune (confluence), Vignoles, Ladoix-Serrigny (source), Chorey-lès-Beaune, avec un affluent :
    - le ruisseau des Brenots (rd), 3,1 km sur les deux communes de Aloxe-Corton et Chorey-lès-Beaune.

  - le ruisseau de la Goutte ou terreau de la Goutte (rd), 2,6 km sur les deux communes de Ruffey-lès-Beaune (confluence) et Vignoles (source).
  - le Rhoin (rd), 22,4 km sur les six communes de Beaune, Ruffey-les-Beaune (confluence), Vignoles, Savigny-lès-Beaune, Chorey-lès-Beaune, Bouilland (source).
  - le ruisseau Ivoize ou la Noize[note 4], 2,1 km sur la seule commune de Ruffey-les-Beaune.
- la Chargeolle (rg), 12,9 km sur les six communes de Meursanges (confluence), Ruffey-lès-Beaune, Marigny-lès-Reullée, Corgoloin (source), Ladoix-Serrigny, Villy-le-Moutier.

Géoportail rajoute en rive gauche le Flun, sur les deux communes de Beaune et Combertault

### Rang de Strahler
Donc le rang de Strahler de la Bouzaize est de quatre par la Lauve.

## Hydrologie
Son régime hydrologique est dit pluvial.